# Scincella nigrofasciata
Scincella nigrofasciata — вид сцинкоподібних ящірок родини сцинкових (Scincidae). Ендемік Камбоджі. Описаний у 2018 році.

## Поширення і екологія
Scincella apraefrontalis відомі з типової місцевості, розташованої в заповіднику Кео-Сейма в районі Оу Реанг в провінції Мондолькірі, на висоті 508 м над рівнем моря.